# 許宗鎰
許宗鎰（？—？），字應衡，號定斋，福建泉州府晉江縣人，民籍，明朝政治人物。

## 生平
嘉靖二十八年（1549年）己酉科福建鄉試第十名舉人。嘉靖三十二年（1553年）中式癸丑科會試第六十三名，三甲第二百七十四名進士。工部观政，授浙江浦江縣知縣，調任仁和縣知縣，三十七年本省同考，在任四載，升任南京工部主事，出理蕪湖鈔關，三歲升南戶部郎中，出任四川夔州府知府。
隆慶二年（1568年）正月升广东按察副使，备兵南韶，抚服大小罗山侗族。四年（1570年）十月升陕西苑马寺卿，五年正月考察不及罢。降任贵州右参议。
万历二年（1574年）七月升云南副使，备兵临安。六年十二月迁浙江右参政，七年三月以巡按御史帅祥劾其不谨，革职閑住，家居数年卒。祀四川名宦。。

## 家族
曾祖許茂質；祖父許孔昭；父許孟爵，母陳氏；繼母胡氏。兄宗鏞、宗鑅；弟宗欽、宗鎮。二子：許暘、許曙。